# Mari Högqvist
Mari-Louise Högqvist (ur. 20 stycznia 1969) – szwedzka curlerka, wicemistrzyni świata juniorów z 1990.
Högqvist jako zawodniczka Härnösands Curlingklubb dwukrotnie wygrała juniorskie mistrzostwa Szwecji. Miało to miejsce w latach 1989 i 1990, była wówczas trzecią w zespole Cathrine Norberg. Podczas Mistrzostw Świata Juniorek 1989 Szwedki z 2. miejsca awansowały do fazy finałowej turnieju. Ostatecznie zajęły 4. miejsce przegrywając półfinał i mecz o brąz odpowiednio 3:5 z Norweżkami (Trine Helgebostad) i 3:4 ze Szkotkami (Carolyn Hutchinson).
Rok później ekipa z Härnösand ponownie zakwalifikowała się do fazy play-off. W meczu półfinałowym Szwedki 8:7 pokonały Kanadyjki (Cathy Overton), w ostatnim spotkaniu Round Robin wynikiem 5:6 to Kanada była lepsza. W meczu finałowym Szwedki 3:5 uległy Szkotkom (Kirsty Addison).

## Drużyna
|           | Czwarta          | Trzecia       | Druga            | Otwierająca   |
| --------- | ---------------- | ------------- | ---------------- | ------------- |
| 1988/1990 | Cathrine Norberg | Mari Högqvist | Helene Granqvist | Annica Eklund |